# Anthaxia quercata
Anthaxia quercata är en skalbaggsart som först beskrevs av Fabricius 1801.  Anthaxia quercata ingår i släktet Anthaxia och familjen praktbaggar. Inga underarter finns listade i Catalogue of Life.